# جاكوب أندرسون (لاعب هوكي جليد)
جاكوب أندرسون (بالسويدية: Jacob Andersson)‏ هو لاعب هوكي جليد سويدي، ولد في 17 مارس 1995 في أوميو في السويد.

## وصلات خارجية
- جاكوب أندرسون على موقع EliteProspects.com (الإنجليزية)
- جاكوب أندرسون على موقع Eurohockey.com (الإنجليزية)
- جاكوب أندرسون على موقع HockeyDB.com (الإنجليزية)